# Lyphira
Lyphira is een geslacht van kreeftachtigen uit de klasse van de Malacostraca (hogere kreeftachtigen).

## Soorten
- Lyphira heterograna (Ortmann, 1892)
- Lyphira natalensis Galil, 2009
- Lyphira ovata Galil, 2009
- Lyphira perplexa Galil, 2009